# Tedania stylonychaeta
Tedania stylonychaeta är en svampdjursart som beskrevs av Claude Lévi 1963. Tedania stylonychaeta ingår i släktet Tedania och familjen Tedaniidae. Inga underarter finns listade i Catalogue of Life.